# Frank Bongiovi
Frank Bongiovi, nacido John Francis Bongiovanni, es un famoso peluquero estadounidense de ancestros italianos. Es fundador de la franquicia Jon Anthony, y formó parte de la marina de los Estados Unidos durante algún tiempo.
Se casó con la modelo Carol Sharkey y es el padre del famoso cantante Jon Bon Jovi. También tuvo otros dos hijos llamados Anthony y Matthew.
Fue el creador del primer look que su hijo famoso lució en su primera aparición pública, y muchos sostienen que aún hoy sigue siendo su estilista personal.
- Datos: Q5868472